# تيار دقيق محدد التردد
التيار الدقيق المحدد للتردد أو العلاج بالتيار الدقيق المحدد (FSMT) هو ممارسة إدخال تيار كهربائي خفيف في منطقة من الأنسجة الرخوة التالفة. يدعي الممارسون أن التيار المقدم يعزز عملية الشفاء الجارية في نفس الأنسجة. يصف النقاد، مثل ديفيد جورسكي، ادعاءات المؤيدين بتقنية تغييرالأنسجة ذات الاتساع الاهتزازي في الجسم.

## حول
يَستخدم التيار الدقيق محدد التردد (بالإنجليزية:(FSM) Frequency Specific Microcurrent) ترددات محددة، واستخدمه آلاف الأطباء بين عامي 1910 و 1935. نتيجة لتقرير فليكسنر لعام 1910، بدأ التدريب الطبي في الالتزام الوثيق بالطريقة العلمية وأصبح أساسًا في علم وظائف الأعضاء البشرية والكيمياء الحيوية. على هذا النحو، انتهى الأمر بأجهزة FSM في الغرف الخلفية للعيادات في جميع أنحاء الولايات المتحدة وكندا.
يتم تطبيق الترددات في وقت واحد على قناتين بحيث تتقاطع أو تعبر في المنطقة التي سيتم معالجتها. تُظهر التجربة السريرية أن كلا الترددين يحتاجان إلى عكس الحالة المسببة للمشكلة بدقة (مثل الالتهاب أو التندب)، وتأثُّر الأنسجة (مثل العصب أو الحبل الشوكي) من أجل نجاح العلاج.
تصنيف إدارة الغذاء والدواء (FDA)
يُسمح بتسويق جميع أجهزة التيار الدقيق من الفئة الثانية للأطباء في الولايات المتحدة إذا تقدموا بطلب للحصول على تصريح 510 (ك) وحصلوا عليه، من خلال إدارة الغذاء والدواء (FDA). تعني الشهادة أنه يمكن استخدامها في بيئة طبية، وهي مكافئة إلى حد كبير للأجهزة الأخرى. وافقت إدارة الغذاء والدواء (FDA) الأمريكية على بيع جميع الأجهزة التيارية الدقيقة في فئة أجهزة TENS. يمكن العثور على تصاريح 510 (ك) لأجهزة معينة على موقع إدارة الغذاء والدواء (FDA).
من صفحة قانون الغذاء والدواء ومستحضرات التجميل الفيدرالية
المقال الرئيسي: قانون الغذاء والدواء ومواد التجميل
أظهرت دراسة أجرتها ديانا زوكرمان وبول براون عام 2011 من المركز القومي للبحوث النسائية والعائلات، والدكتور ستيفن نيسن من عيادة كليفلاند، ونُشرت في أرشيفات الطب الباطني، أن معظم الأجهزة الطبية التي تم سحبها في السنوات الخمس الماضية، من أجل «مشاكل صحية خطيرة أو وفاة»سبق أن أجازتها إدارة الغذاء والدواء باستخدام عملية 510 (ك) الأقل صرامة والأرخص. في حالات قليلة، تم اعتبار الأجهزة منخفضة المخاطر، لدرجة أنها لم تكن بحاجة إلى تنظيم إدارة الغذاء والدواء. من بين 113 جهازًا تم سحبها، 35 منها كانت لمشاكل في القلب والأوعية الدموية. قد يؤدي هذا إلى إعادة تقييم إجراءات إدارة الغذاء والدواء وتحسين الرقابة.

## التاريخ
في عام 1946، اشترى طبيب عظام يدعى هاري فان جيلدر عيادة في فانكوفر قبل الميلاد، ووجد آلة في الغرفة الخلفية صنعت في عام 1922. كانت مصحوبة بقائمة من الترددات. تعلم فان جيلدر كيفية استخدام الجهاز ودمجه مع العلاجات الأخرى لعلاج المرضى بنجاح. اكتشفت الدكتورة كارولين مكين قائمة فان جيلدر في عام 1995 وبدأت في استخدام آلة تيار دقيقة ذات قناتين لتوصيل الترددات.
لدى ماكماكين أقدم الأوراق المنشورة حول هذا الموضوع:
- في 1998 «علاج التيار الدقيق لآلام الليف العضلي في الرأس والوجه».[5] ادعت تحسنًا كبيرًا لـ 50 مريضًا في العينة. يلاحظ مكين في الورقة القيود الواردة في الدراسة:

1. عينة لا متوسطة ولا عشوائية.
2. لا توجد مجموعة تحكم منهجية أو حالة وهمية.
3. توقع المرضى والأطباء والجهات الخارجية نتائج إيجابية.
4. لم يكن FSM هو العلاج الوحيد الذي تم تقديمه للمرضى.

- في عام 2004 «علاج التيار الدقيق: علاج جديد لآلام اللف العضلي المزمنة في أسفل الظهر».[6] ادعت نتائج مهمة وفورية وجوهرية لـ 22 مريضًا في العينة. يلاحظ مكين في الورقة أنه يجب تحليل النتائج بحذر وأن القيود مدرجة في الدراسة:

1. لم يتم اشتقاق المرضى من مجموعة عشوائية.
2. كانت العينة حرارية للعلاجات الأخرى وشريطة لتوقع نتائج إيجابية.
3. لم تكن هناك مجموعة تحكم أو دواء وهمي.
4. تم استخدام علاجات أخرى بشكل غير متسق على المرضى في نفس الوقت.

## الاستخدام
أنظر أيضا: علاج كهربي
توصي المراجعة السردية لعام 2009 للأدبيات الخاصة بتطبيقات العلاج الطبيعي، بأن الأدلة السريرية قوية بما يكفي لتضمين العلاج في ذخيرة الطبيب. ومع ذلك، ينصح المؤلفون بالحذر بسبب ما يسمونه «النقص المحبط» في أدلة المحاكمة البشرية لهذه التقنية.
وجدت مراجعة منهجية عام 2012 للعلاجات الفيزيائية لاعتلال وتر العُرقُوب أدلة محدودة من تجربة سريرية عشوائية واحدة تشير إلى FSM كعلاج فعال.

## انتقاد
يلاحظ المتشككون أن FSM هو شكل آخر من أشكال طب الاهتزاز، وأنه لا يوجد دليل جيد على أنه عند إصابة الأنسجة فإنه يأخذ «خاصية اهتزازية مختلفة». بالإضافة إلى عدم معقولية الآلية الأساسية، يجادل النقاد كذلك بأن العلاج يفتقر إلى جسم أو بحث لا يؤسس للظاهرة ولا الادعاءات السريرية.
وجدت مراجعة عام 1994 للأجهزة الإلكترونية كعلاجات محتملة للسرطان من قبل جمعية السرطان الأمريكية، أن الطرق مشكوك فيها وغير فعالة وتنصح بشدة بعدم استخدامها.